# Pré-Saint-Didier
Pré-Saint-Didier es una localidad y comune italiana de la región del Valle de Aosta, con 959 habitantes.

## Evolución demográfica
| Gráfica de evolución demográfica de Pré-Saint-Didier entre 1861 y 2001 |
|                                                                        |
| Fuente ISTAT - elaboración gráfica de Wikipedia                        |